# Списак ликова серије Злочиначки умови
Списак ликова из серије Злочиначки умови је свеобухватан каталог главних, епизодних и гостујућих ликова представљених у америчкој телевизијској криминалистичкој драми Злочиначки умови (2005–2020) и њеном оживљавању Злочиначки умови: Еволуција (2022–данас). Обухвата главне чланове Јединице за анализу понашања ФБИ-ја (ЈАП-а), као што су надзорни посебни агенти Спенсер Рид, Арон Хочнер, Дерек Морган, Џенифер „Џеј-Џеј“ Џаро, Пенелопи Гарсија, Емили Прентис, Дејвид Роси и Кејт Калахан, као и помоћно особље, чланове породице и кључни антагонисти. Организован по статусу протагонисте, бившим агентима и злочиначкним противницима, чланак описује позадину сваког лика, професионалну историју, личне односе, развој кроз серију и значајне задатке. Ова грађа пружа читаоцима приступачан преглед глумачке поставе, еволуције ликова и епизодних наратива зликоваца.

## Преглед
| Лик              | Глумац            | Сезоне | Сезоне | Сезоне | Сезоне | Сезоне | Сезоне | Сезоне | Сезоне | Сезоне | Сезоне | Сезоне | Сезоне | Сезоне | Сезоне | Сезоне | Сезоне | Сезоне | Сезоне |
| Лик              | Глумац            | 1      | 2      | 3      | 4      | 5      | 6      | 7      | 8      | 9      | 10     | 11     | 12     | 13     | 14     | 15     | 16     | 17     | 18     |
| ---------------- | ----------------- | ------ | ------ | ------ | ------ | ------ | ------ | ------ | ------ | ------ | ------ | ------ | ------ | ------ | ------ | ------ | ------ | ------ | ------ |
| Џејсон Гидеон    | Менди Патинкин    | Главна | Главна | Главна |        |        |        |        |        |        |        |        |        |        |        |        |        |        |        |
| Арон Хочнер      | Томас Гибсон      | Главна | Главна | Главна | Главна | Главна | Главна | Главна | Главна | Главна | Главна | Главна | Главна |        |        |        |        |        |        |
| Ел Гринавеј      | Лола Глаудини     | Главна | Главна |        |        |        |        |        |        |        |        |        |        |        |        |        |        |        |        |
| Дерек Морган     | Шемар Мур         | Главна | Главна | Главна | Главна | Главна | Главна | Главна | Главна | Главна | Главна | Главна | Гост   | Гост   |        |        |        |        |        |
| Спенсер Рид      | Метју Греј Габлер | Главна | Главна | Главна | Главна | Главна | Главна | Главна | Главна | Главна | Главна | Главна | Главна | Главна | Главна | Главна |        |        | Г      |
| Џенифер Џаро     | А.Џ. Кук          | Главна | Главна | Главна | Главна | Главна | Главна | Главна | Главна | Главна | Главна | Главна | Главна | Главна | Главна | Главна | Главна | Главна | Главна |
| Пенелопи Гарсија | Кирстен Вангснес  | П      | Главна | Главна | Главна | Главна | Главна | Главна | Главна | Главна | Главна | Главна | Главна | Главна | Главна | Главна | Главна | Главна | Главна |
| Емили Прентис    | Паџет Брустер     |        | Главна | Главна | Главна | Главна | Главна | Главна |        | Г      |        | Г      | Главна | Главна | Главна | Главна | Главна | Главна | Главна |
| Дејвид Роси      | Џо Мантења        |        |        | Главна | Главна | Главна | Главна | Главна | Главна | Главна | Главна | Главна | Главна | Главна | Главна | Главна | Главна | Главна | Главна |
| Ешли Сивер       | Рејчел Николс     |        |        |        |        |        | Г      |        |        |        |        |        |        |        |        |        |        |        |        |
| Алекс Блејк      | Џин Триплхорн     |        |        |        |        |        |        |        | Главна | Главна |        |        |        |        |        |        |        |        |        |
| Кејт Калахан     | Џенифер Лав Хјуит |        |        |        |        |        |        |        |        |        | Г      |        |        |        |        |        |        |        |        |
| Тара Луис        | Ејша Тајлер       |        |        |        |        |        |        |        |        |        |        | П      | Главна | Главна | Главна | Главна | Главна | Главна | Главна |
| Лук Алвез        | Адам Родригез     |        |        |        |        |        |        |        |        |        |        |        | Главна | Главна | Главна | Главна | Главна | Главна | Главна |
| Стивен Вокер     | Дејмон Гаптон     |        |        |        |        |        |        |        |        |        |        |        | Г      |        |        |        |        |        |        |
| Мет Симонс       | Данијел Хени      |        |        |        |        |        |        |        |        |        | Г      |        | Г      | Главна | Главна | Главна |        |        |        |
| Елијас Војт      | Зек Гилфорд       |        |        |        |        |        |        |        |        |        |        |        |        |        |        |        | П      | Главна | Главна |
| Тајлер Грин      | РЏ Хатанака       |        |        |        |        |        |        |        |        |        |        |        |        |        |        |        | П      | Главна | Главна |

## Главни

### Арон Хочнер
Шеф јединице Арон „Хоч“ Хочнер био је шеф јединице ЈАП-а од 1. до 12. сезоне. Пре него што се придружио ФБИ-ју, радио је као тужилац и првобитно је био распоређен у теренску канцеларију у Сијетлу. Хочнер је на крају доспео до руководства ЈАП-а, али његов мандат је обележен личним и професионалним изазовима. Хоч је био ожењен Хејли Брукс са којом је имао сина Џека. Иако се њихов брак завршио разводом, остали су у пријатељским односима све док Хејли није убио Џорџ Фојет, серијски убица из Бостона познат као „Кољач“. Ово је значајно оптеретило Хочову добробит. Када је Џенифер „Џеј-Џеј“ Џаро накратко напустила екипу због унапређења у Пентагону, Хоч и Пенелопи Гарсија су преузеле њене обавезе као веза са медијима, улогу коју је Гарсија задржала по повратку Џеј-Џеј као профилисткиње. У каснијим сезонама, Хоч је започео романтичну везу са Бет Клемонс, показујући своје напоре да обнови свој лични живот након Хејлине смрти. Кроз целу серију, Хоч је приказан као стоичан и резервисан, ретко се осмехује осим у тренуцима са својим сином. Његов одлазак из ЈАП-а уследио је пошто је серијски убица Питер Луис, познат као „Господин Гребач“, почео да прогања Џека, што је навело Хоча да се пријави за заштиту сведока како би осигурао безбедност свог сина. Лик је нагло избачен из серије пошто је Томас Гибсон отпуштен након физичког сукоба на снимању са једним од сценариста серије.

### Џенифер Џаро
ГПА Џенифер „Џеј-Џеј“ Џаро (рођена 22. новембра 1981.) првобитно је деловала као веза екипе са медијима и месним полицијским агенцијама, а касније се претворила у агенткињу са пуним радним временом на терену након повратка из Пентагона. Има два сина са својим садашњим супругом, детективом Вилијамом Ламонтејном млађим (Џош Стјуарт), кога је упознала док је екипа радила на случају у Њу Орлеансу у епизоди друге сезоне „Џоунс“ и удала се на крају дводелне завршнице седме сезоне „Пљачка“ и „Бекство“. У другој епизоди шесте сезоне, Џеј-Џеј је била приморана да прими унапређење у Пентагону и напустила је екипу до краја сезоне. Када је Џеј-Џеј напустила ЈАП због унапређења на положај у Пентагону, Гарсија и Хоч преузимају њене одговорности везе са медијима, а Гарсија задржава положај када се Џеј-Џеј вратила у ЈАП као профилисткиња. Џенифер се вратила у серију у епизоди под називом „Лорен“ у којој добија позив и враћа се да помогне ЈАП-у да пронађе Емили Прентис и ухвати Ијана Дојла пре него што буде прекасно. Када је Дојл избоо Емили због чега је пребачена у болницу, Џенифер објављује да није преживела. Међутим, касније се открива да је Емили жива и Џенифер се састаје са њом у кафићу у Паризу где јој даје три пасоша и банковне рачуне како би започела нови живот у скривању. Она се поново враћа у завршници шесте сезоне пре него што се поново вратила као главни лик у седмој сезони. У завршници 14. сезоне, Џеј-Џеј открива Риду да га је увек волела током талачког стања. У 1. епизоди 15. сезоне „Под кожом“, Џеј-Џеј је упуцана и одведена у болницу. Опоравила се након операције, а у 2. епизоди „Буђења“, Џеј-Џеј и Рид су разговарали о талачком стању где је Џеј-Џеј признала да воли Рида, али да воли и Вила и своју децу. Обоје су се сложили да буду пријатељи. Године 2015. глумица је објавила да очекује своје друго дете, што је уписано у причу о Џеј-Џеј. Децу лика глуме синови Еј-Џеј Кук из стварног живота, Мекај и Феникс Андерсен.

### Алекс Блејк
Др. Алекс Блејк, специјалисткиња за логистику, је форензичка лингвисткиња која се придружила ЈАП-у у осмој сезони, замењујући специјалисткињу за логистику Емили Прентис. Као бивша агенткиња ФБИ-ја, вратила се 2012. године како би повратила свој углед пошто је неправедно окривљена за грешке у случају Америтракс за које ју је шефица одсека Ерин Страус пустила да преузме одговорност. Иако је њен долазак дочекан са помешаним реакцијама, екипа је почела да поштује њену стручност. Блејкова и Страусова су се у почетку сукобиле, али су се касније помириле пре Страусине смрти. Блејкова се суочила са значајним изазовима током свог мандата, укључујући и то што је била мета „Репликатора“, серијског убице и осрамоћеног бившег агента ФБИ-ја повезаног са њеном прошлошћу. Репликатор је убио Страусову и скоро целу екипу пре него што је заустављен. Блејкова, дипломирана докторка са Берклија, такође предаје форензичку лингвистику на Универзитету Џорџтаун и зна знаковни језик. Њен лични живот укључује отуђење од породице након смрти старијег брата Денија, полицајца, и мајке. Мири се са оцем и млађим братом Скотом током једног случаја у Канзасграду. Блејкина осећајна дубина откривена је у деветој сезони када је Рид спасао од пуцњаве приликом чега је сам био тешко повређен. Случај буди болна сећања на њеног покојног сина Итана који је умро са девет година од неуролошке болести. На крају „Увтара“, она седи одвојено од остатка групе у авиону на путу кући и имплицира се да шаље СМС поруку Хочу да преда оставку. Пошто је одвела Рида кући, испричала му је о Итану и отишла, а Рид проналази њену значку у својој торби и посматра је како одлази, тужана, али прихвата, са свог прозора.

### Кејт Калахан
Кејт Калахан, коју игра бивша звезда серије Шапат духова, Џенифер Лав Хјуит, ради у ФБИ-ју осам година и има искуства као тајна агенткиња, што јој је омогућило да успостави раније пријатељство са члановима ЈАП-а. Њена сестра и зет су погинули у нападима 11. септембра, остављајући Кејт као законског старатеља њихове ћерке Мег коју је одгајала тринаест година заједно са својим супругом Крисом. Ова трагедија је обликовала њен родољубни став. Описана је као „паметна, шармантна и мудра за своје године“ и гаји страст да учини свет безбеднијим, према речима директорке серије Ерике Месер. У епизоди „Игра дисања“, Кејт открива да је трудна. У завршници десете сезоне, „Лов (2. део)“, Мег отимају трговци људима који су повезани са претходним случајем који је Кејт истраживала. Иако је Мег на крају враћена безбедна, Кејт одлучује да паузира годину дана како би била са Мег, Крисом и својим дететом које је на путу. Њу у следећој сезони наследила др. Тара Луис, специјалисткиња за социјално осигурање.

### Тара Луис
Др. Тара Луис, надзорна посебна агенткиња у Јединици за анализу понашања (ЈАП-у) је представљена у 11. сезони као епизодни лик пре него што је постала стални лик у серији у 12. сезони. Као веома интелигентна и амбициозна особа, Тара је позната по својој стручности у разговарању са психопатским злочинцима како би се проценила њихова способност за суђење. Њена прошлост укључује изазовно детињство обележено војном службом њеног оца, смрћу мајке од рака и малтретирањем које је трпела док је живела у Немачкој. Има сложен однос са својим братом Габријелом који се отуђио након низа личних сукоба. Тарин лични живот је испуњен сложеним односима, међу којима су и кратак брак током студентских година, неуспела веридба и тренутна веза са Ребеком Вилсон из Министарства правде. Тара је бисексуалка и отворено говори о својим прошлим везама, и са мушкарцима и са женама. Тара се суочила са бројним професионалним изазовима, међу којима су и преживљавање скоро кобне саобраћајне несреће коју је организовао Питер Луис, профилисање познатих непознатих починилаца и сналажење после распуштања Јединице за анализу понашања.

### Лук Алвез
Лука Алвеза тумачи бивша звезда серије Место злочина: Мајами Адам Родригез. Надзорни посебни агент Алвез је профилиста у ЈАП-у који је раније био члан ФБИ-јеве оперативне групе за бегунце која је сарађивала са ЈАП-ом како би ухватила серијске убице који су побегли у завршници 11. сезоне. У премијери 12. сезоне, он сарађује са ЈАП-ом како би ухватио „Гримизног краља“, једног од бегунаца који су напали његовог старог ортака. Екипа открива да је прави убица „Господин Гребач“, који исмева екипу предајући правог „Гримизног краља“ који је мучен до те мере да се више није ни сећао ко је. Алвез тада одлучује да се придружи ЈАП-у на пуно радно време и био је Хочов последњи запослени. Алвез има пса по имену Рокси (за кога је Гарсија у почетку мислила да му је девојка) и служио је у Ираку као војни ренџер пре него што се придружио ФБИ-ју.

### Стивен Вокер
Стивен Вокер, кога игра глумац и диригент Дејмон Гаптон, је надзорни посебни агент у ЈАП-у. Вокер је био члан Програма за анализу понашања. Емили Прентис га је контактирала у вези са придруживањем ЈАП-у како би помогао у потрази за Питером Луисом, познатим као „Господин Гребач“. Вокер је искусан профилиста, са око двадесет година искуства, и члан ФБИ-јевог Програма за анализу понашања пре него што је пребачен у ЈАП. Ожењен је женом по имену Моника и са њом има двоје деце, Мају и Илаја. Током свог рада упознао је Емили Прентис, тадашњу шефицу лондонске канцеларије Интерпола. Такође га је менторисао Дејвид Роси. Стивенов први случај односио се на терористичку ћелију у Белгији, а три агента су послата на тајни задатак да се убаце у њу. Међутим, Стивенов профил је био погрешан, што је довело до смрти тајних агената. На крају се опоравио од трауме и побољшао се како је одмицао у каријери. Он и други агенти ЈАП-а, међу којима је и његов дугогодишњи пријатељ Сем Бауер, послати су на тајни задатак да истраже корупцију у руској влади. Вокерове вештине укључују течно говорење руског језика и свирање тромбона. У епизоди „Полећемо (3. део)“, Вокер умире од повреда током саобраћајне несреће са камионом Питера Луиса, познатог као господин Гребач.

### Мет Симонс
Метју „Мет“ Симонс, кога игра Данијел Хени, је агент за посебне операције и посебни агент у Екипи за међународно реаговање (ЕМР-у). Симонс је ожењен супругом Кристи (Кели Фрај) и има укупно четворо мале деце, синове Џејка и Дејвида и ћерке близнакиње Лили и Клои. Као и Гарет, Симонсов испуњен и пун породични живот био је намерни избор. Кроз свој посао, Симонс има извесну историју са Дереком Морганом и Џеј-Џеј из Јединице за анализу понашања ФБИ-ја. Био је бивши члан јединице за посебне операције, а искуство са јединицом му је омогућило да усаврши своје вештине профилисања.

### Елијас Војт
Елиас Џаспер Војт, такође познат као „Сикаријус“, главни је антагониста игре Злочиначки умови: Еволуција. Као плодан и методичан серијски убица, Војт је управљао огромном мрежом убица широм САД-а, користећи своје знање у шифровању и обмани како би одржао контролу. Рођен као Ли Дувал, Војт је претрпео тешко злостављање у детињству које је обликовало његове насилне склоности. Скривао је своје злочине иза породичног живота са женом и ћеркама које ништа нису слутиле док је жртве складиштио и мучио на скривеним местима. Током пандемије Ковида 19, Војт је проширио своје операције регрутујући убице преко интернета, пружајући „комплете за убијање“ и смернице у замену за финансијску подршку. Међу његовим препознатљивим методама су и разноврсна и свирепа убиства, од распарчавања до тровања, са понављајућом тактиком коришћења паука као оружја за убиство. Вођен својом психопатијом и потребом за контролом, Војта су замршене шеме довеле у непосредан сукоб са Јединицом за анализу понашања (ЈАП-ом).

### Тајлер Грин
Тајлер Грин је бивши официр војне обавештајне службе који је постао осветник. Када је нечасно отпуштен пошто је објавио видео снимке последица напада беспилотном летелицом на интернет, Гринов живот је кренуо мрачним током када је његову сестру Алисон убио серијски убица Елијас Војт. Прождиран тугом и тражећи правду, Грин се убацио у Војтову мрежу серијских убица, прикупљајући доказе и покушавајући да намами Војта у замку. Гринова опседнута потрага за осветом довела га је у сукоб са Јединицом за анализу понашања (ЈАП-ом), посебно са Пенелопи Гарсијом (са којом је такође имао романтичне и сексуалне сусрете), којој је анонимно пружао податке. Упркос свом пркосу и неповерењу према ауторитетима, Грин је на крају сарађивао са екипом, делећи кључне увиде у Војтове операције док се борио са ПТСП-ом и кривицом због смрти своје сестре.

## Епизодни
| Лик                   | Глумац                    | Сезоне   | Сезоне   | Сезоне   | Сезоне   | Сезоне   | Сезоне   | Сезоне   | Сезоне   | Сезоне   | Сезоне   | Сезоне   | Сезоне | Сезоне   | Сезоне   | Сезоне   | Сезоне   | Сезоне   | Сезоне   |  |
| Лик                   | Глумац                    | 1        | 2        | 3        | 4        | 5        | 6        | 7        | 8        | 9        | 10       | 11       | 12     | 13       | 14       | 15       | 16       | 17       | 18       |  |
| --------------------- | ------------------------- | -------- | -------- | -------- | -------- | -------- | -------- | -------- | -------- | -------- | -------- | -------- | ------ | -------- | -------- | -------- | -------- | -------- | -------- |  |
| Хејли Хочнер          | Мередит Монро             | Повратна | Повратна | Повратна |          | П        |          |          |          | Г        |          |          |        |          |          |          |          |          |          |  |
| Грант Андерсон        | Брајан Епл                | Повратна | Повратна | Г        |          | Повратна | Повратна | Повратна |          | П        | Гост     | Гост     |        |          | Г        |          |          |          |          |  |
| Џош Крејмер           | Гонзало Менендез          | Г        | Г        |          |          |          |          |          |          |          |          |          |        |          |          |          |          |          |          |  |
| Дајана Рид            | Џејн Линч                 | Г        | П        |          | П        |          |          |          |          |          |          |          | П      |          |          | П        |          |          |          |  |
| Ђина Шарп             | Ђина Гарсија Шарп         | Г        | П        |          | Г        | П        |          | П        |          | Гост     | Гост     | Гост     |        |          |          |          | Г        |          |          |  |
| Френк Биткоф          | Кит Карадин               |          | П        |          |          |          |          |          |          |          |          |          |        |          |          |          |          |          |          |  |
| Вилијам Ламонтејн мл. | Џош Стјуарт               |          | Г        | П        | Г        | П        |          | П        | Гост     | Гост     |          | Гост     | Гост   | Гост     | Повратна | Повратна | Повратна |          | Г        |  |
| Ерин Страус           | Џејн Еткинсон             |          | Г        | П        |          | Повратна | Повратна | Повратна | Повратна | Г        |          |          |        |          |          | Г        |          |          |          |  |
| Џек Хочнер            | Кејд Овенс                |          |          | П        | Г        | Повратна | Повратна | Повратна | Повратна | Повратна | Повратна | Г        |        |          |          |          |          |          |          |  |
| Кевин Линч            | Николас Брендон           |          |          | Повратна | Повратна | Повратна | Повратна | Повратна | Повратна | Гост     | Гост     |          |        |          |          |          |          |          |          |  |
| Линдзи Вон            | Ђиа Мантења               |          |          | Г        |          |          |          |          |          |          |          |          | П      |          |          |          |          |          |          |  |
| Флојд Фејлин Ферел    | Џејми Кенеди              |          |          | Г        |          |          |          |          |          |          |          |          |        | Г        |          |          |          |          |          |  |
| Џордан Тод            | Мета Голдинг              |          |          |          | П        |          |          |          |          |          |          |          |        |          |          |          |          |          |          |  |
| Џорџ Фојет            | К. Томас Хауел            |          |          |          | Повратна | Повратна |          |          |          | Г        |          |          |        |          |          | Г        |          |          |          |  |
| Тамара Барнс          | Сали Ричардсон            |          |          |          |          | П        |          |          |          |          |          |          |        |          |          |          |          |          |          |  |
| Хенри Ламонтејн       | Мекај Андерсон            |          |          |          |          | Г        |          | Повратна | Повратна | Гост     | Гост     | Гост     | Гост   |          | Гост     | Гост     | Гост     |          | Г        |  |
| Били Флин             | Тим Кари                  |          |          |          |          | Гост     | Гост     |          |          |          |          |          |        |          |          |          |          |          |          |  |
| Ели Спајсер           | Изабела Мурад             |          |          |          |          | Г        | П        |          |          |          |          |          |        |          |          |          |          |          |          |  |
| Клајд Истер           | Себастијан Рох            |          |          |          |          |          | Повратна | Повратна |          |          |          |          |        |          |          |          |          |          |          |  |
| Сиа Мозли             | Сијена Гојнс              |          |          |          |          |          | П        |          |          |          |          |          |        |          |          |          |          |          |          |  |
| Ијан Дојл             | Тимоти В. Марфи           |          |          |          |          |          | Г        | П        |          |          |          |          |        |          |          |          |          |          |          |  |
| Бет Клемонс           | Белами Јанг               |          |          |          |          |          |          | Повратна | Повратна |          |          |          |        |          |          |          |          |          |          |  |
| Сенди Џаро            | Кенди Кларк               |          |          |          |          |          |          | Г        |          |          | Г        |          |        |          | Г        |          |          |          | Г        |  |
| Мив Донован           | Бет Рисграф               |          |          |          |          |          |          |          | П        |          |          |          | Г      |          |          | Г        |          |          |          |  |
| Матео Круз            | Есаи Моралес              |          |          |          |          |          |          |          |          | П        | Г        |          |        |          |          |          |          |          |          |  |
| Савана Морган         | Рошел Ејтс                |          |          |          |          |          |          |          |          | Повратна | Повратна | Повратна |        |          |          |          |          |          |          |  |
| Мег Калахан           | Хејли Соул                |          |          |          |          |          |          |          |          |          | П        |          |        |          |          |          |          |          |          |  |
| Крис Калахан          | Грег Гранберг             |          |          |          |          |          |          |          |          |          | П        |          |        |          |          |          |          |          |          |  |
| Маркајла Дејвис       | Тејлор Мосби              |          |          |          |          |          |          |          |          |          | П        |          |        |          |          |          |          |          |          |  |
| Џој Стратерс          | Амбер Стивенс             |          |          |          |          |          |          |          |          |          | П        | Г        |        |          | Г        |          |          |          |          |  |
| Питер Луис            | Боди Елфман               |          |          |          |          |          |          |          |          |          | Гост     | Гост     | П      | Г        |          |          |          |          |          |  |
| Натали Колфакс        | Марисол Николс            |          |          |          |          |          |          |          |          |          |          | П        |        |          |          |          |          |          |          |  |
| Антонија Слејд        | Френсис Фишер             |          |          |          |          |          |          |          |          |          |          | П        |        |          |          |          |          |          |          |  |
| Хејден Монтгомери     | Шерил Ли Ралф             |          |          |          |          |          |          |          |          |          |          | П        |        |          |          |          |          |          |          |  |
| Кет Адамс             | Обри Плаза                |          |          |          |          |          |          |          |          |          |          | Г        | П      |          |          | Г        |          |          |          |  |
| Кејси Кембел          | Анђела Робинсон Витерспун |          |          |          |          |          |          |          |          |          |          |          | П      |          |          |          |          |          |          |  |
| Лајонел Вилкинс       | Ричард Т. Џоунс           |          |          |          |          |          |          |          |          |          |          |          | П      |          |          |          |          |          |          |  |
| Фиона Данкан          | Џинен Гусен               |          |          |          |          |          |          |          |          |          |          |          | П      |          |          |          |          |          |          |  |
| Калвин Шо             | Ричард Перињо             |          |          |          |          |          |          |          |          |          |          |          | П      |          |          |          |          |          |          |  |
| Моника Вокер          | Трејси Томс               |          |          |          |          |          |          |          |          |          |          |          | Гост   | Гост     |          |          |          |          |          |  |
| Кристи Симонс         | Кели Фрај                 |          |          |          |          |          |          |          |          |          |          |          |        | Повратна | Повратна | Повратна |          |          |          |  |
| Линда Барнс           | Ким Роудс                 |          |          |          |          |          |          |          |          |          |          |          |        | П        |          |          |          |          |          |  |
| Лиса Даглас           | Данијела Алонсо           |          |          |          |          |          |          |          |          |          |          |          |        | Г        | П        |          |          |          |          |  |
| Кристал Роси          | Гејл О'Грејди             |          |          |          |          |          |          |          |          |          |          |          |        | Г        | Повратна | Повратна | Г        |          |          |  |
| Порша Ричардс         | Данијел К. Рајан          |          |          |          |          |          |          |          |          |          |          |          |        | Г        | П        |          |          |          |          |  |
| Дејвид Симонс         | Деклан Вејли              |          |          |          |          |          |          |          |          |          |          |          |        | Гост     | Гост     | Гост     |          |          |          |  |
| Овен Квин             | Џејмс Убранијак           |          |          |          |          |          |          |          |          |          |          |          |        | Гост     | Гост     |          |          |          |          |  |
| Мери Мидоуз           | Карен Дејвид              |          |          |          |          |          |          |          |          |          |          |          |        | Гост     | Гост     |          |          |          |          |  |
| Бенџаимн Дејвид Мерва | Мајкл Хоган               |          |          |          |          |          |          |          |          |          |          |          |        | Гост     | Гост     |          |          |          |          |  |
| Ендру Мендоза         | Стивен Бишоп              |          |          |          |          |          |          |          |          |          |          |          |        |          | Повратна | Повратна |          |          |          |  |
| Еверет Линч           | Мајкл Мозли               |          |          |          |          |          |          |          |          |          |          |          |        |          | Г        | П        |          |          |          |  |
| Роберта Линч          | Шерон Лоренс              |          |          |          |          |          |          |          |          |          |          |          |        |          | Г        | П        |          |          |          |  |
| Грејс Линч            | Алекс Џенингс             |          |          |          |          |          |          |          |          |          |          |          |        |          | Г        | П        |          |          |          |  |
| Максин Бренер         | Рејчел Ли Кук             |          |          |          |          |          |          |          |          |          |          |          |        |          |          | П        |          |          |          |  |
| Џејмс Барбур          | Џозеф К. Филипс           |          |          |          |          |          |          |          |          |          |          |          |        |          |          | П        |          |          |          |  |
| Даг Бејли             | Николас Д'Агосто          |          |          |          |          |          |          |          |          |          |          |          |        |          |          |          | П        | Г        |          |  |
| Ребека Вилсон         | Никола Пасент             |          |          |          |          |          |          |          |          |          |          |          |        |          |          |          | Повратна | Повратна | Повратна |  |
| Сидни Војт            | Кили Санчез               |          |          |          |          |          |          |          |          |          |          |          |        |          |          |          | П        | Г        |          |  |
| Џејд Вотерс           | Лана Либерато             |          |          |          |          |          |          |          |          |          |          |          |        |          |          |          |          | П        |          |  |
| Демијен Бут           | Дејвид Гарелик            |          |          |          |          |          |          |          |          |          |          |          |        |          |          |          |          | П        |          |  |
| Винсент Орлов         | Брајан Вајт               |          |          |          |          |          |          |          |          |          |          |          |        |          |          |          |          | П        |          |  |
| Др. Џулија Очова      | Ејми Гарсија              |          |          |          |          |          |          |          |          |          |          |          |        |          |          |          |          |          | П        |  |
| Еван Делреј           | Џеф Сталтс                |          |          |          |          |          |          |          |          |          |          |          |        |          |          |          |          |          | П        |  |

### Хејли Хочнер
Хејли Хочнер, коју игра Мередит Монро, била је супруга Арона Хочнера. Она и Хочнер имају сина Џека.E204 Развели су се због Хочовог посла и обавеза. У трећој сезони, Арон Хочнер подиже слушалицу свог фиксног телефона када је неко звао, али када се јавио, позивалац прекида везу. Хејлин мобилни телефон почиње одмах након тога да звони. Хоч је погледао Хејли, али она ништа није одговорила. Имплицира се да Хејли можда вара Арона и да је зато особа која је позвала на фиксни није проговорила када се мушкарац јавио. У премијерној епизоди пете сезоне, пошто је Џорџ Фојет (познат и као „Бостонски кољач“) пуцао и ножем онесвестио Арона, због чега је пребачен у болницу, он открива да Фојет зна где Хејли и Џек живе и они су стављени у програм заштите сведока, а касније се испоставило да живе у Новом Џерзију. Након тога, Фојет прати Сема Касмајера, савезног шерифа који штити Хејли и Џека, некако улази у његову кућу пошто се враћао с посла и свирепо га мучио покушавајући да га натера да открије где се налазе. Упркос томе што је мучен и скоро умро на лицу места (умро је убрзо на путу до болнице), Касмајер није открио где се налазе. Међутим, Фојет потом примећује Касмајеров пословни мобилни телефон на малом столу поред софе у дневној соби који је спустио након уласка и погађа да има бројеве телефона (који нису наведени као стварни бројеви телефона) на брзом бирању и позива неколико тражећи „Хејли“. Након неколико неуспешних покушаја, коначно успева да добије Хејлин број мобилног телефона, а она одговара да је то она. Фојет се извињава што је користио њено право име, затим се представља као шериф, говори јој да је Касмајер убијен, да је њено пребивалиште можда угрожено, да морају да заштите њеног сина и да је Арон мртав. Преплављена страхом, Хејли му тада потпуно верује. Фојет јој даље говори да никога не зове пошто су завршили разговор, да би њени позиви могли бити пресретнути, да купи телефон за једнократну употребу и да га позове на њега када уђе у своје возило и да ће јој дати други број да га позове, као и даља упутства о томе шта да ради пре него што ју је уверио да ће све бити у реду ако следи његова упутства и да јој говори истину о Арону. Касније јој говори да оде у кућу Хочнерових пре њиховог развода и пре него што она и њен син буду стављени под заштиту и да ће се тамо састати са њом. Упркос веома сумњивим упутствима, Хејли их у потпуности следи. Она открива истину о стању када је Арон успео да је добије мобилним телефоном док су она, Фојет и Џек били у дневној соби. Џек успева да се сакрије и касније се безбедно појављује пошто је Арон шифровано разговарао са њим преко телефона, али након емотивног опроштаја између Арона и Хејли, Фојет ју је упуцао и свирепо убио.E509 Хејли се вратила у петој епизоди девете сезоне у привиђењу док се Хоч опорављао од компликација након убода ножем 100 епизода раније.E905E509

### Грант Андерсон
Агент Грант Андерсон, кога игра Брајан Епл, појављује се у епизодама „У сред бела дана“ (епизода 1.4)“, „Краљ рибар (1. део)“ (1.22), „Краљ рибар (2. део)“ (2.1), „Велика игра (1. део)“ (2.14), као и у „Част међу лоповима“ (2.20), „Раскршће“ (3.18), „100“ (5.9), „Крађа дужности“ (5.10), „Хоуп“ (7.8), „Пљачка“ (7.23), „Бекство“ (7.24), „Копирани угљеник“ (8.16), „Репликатор (3. део)“ (8.24), „Бити сведок“ (9.4) и „200“ (9.14). Агенту Андерсону је речено да одвезе Ел кући у „Краљ рибар (1. део)“, а он је оставља на њеним вратима и одлази. Убрзо ју је упуцао Краљ рибар јер је већ био тамо и чекао је. Хоч је накратко изгрдио Андерсона што није урадио више и брзо га враћа на место злочина.

### Џек Хочнер
Џек Хочнер, кога игра Кејд Овенс, син је главног лика из серије Арона Хочнера, а први пут се појавио у серији „Лисац“. Његова мајка Хејли убијена је у петој сезони од стране Џорџа Фојета (познатог као „Бостонски кољач“), а он је преживео јер му је отац дао тајни знак да „ради на случају“ (сакрио се у ковчег у Хочовој радној соби). У епизоди „Безболно“ у седмој сезони приказано је да је Џек малтретиран. Приказано је да је Џек постао добар пријатељ са Бет Клемонс, новом девојком свог оца.

### Џош Крејмер
Агент Џош Крејмер, кога игра Гонзало Менендез, води теренску канцеларију ФБИ-ја у Балтимору у Мериленду као и одељење за организовани криминал у том граду. У две епизоде које се одвијају у Балтимору, „Рођени убица“ (1.8) и „Част међу лоповима“ (2.20), он сарађује са Јединицом за анализу понашања (ЈАП-ом).

### Дајана Рид
Дајана Рид, коју игра Џејн Линч, је мајка др. Спенсера Рида. Први пут се појављује као могућа мета серијског убице Рендала Гарнера, човека који је упуцао НПА Ел Гринавеј.E122 Као и њен син, и Дајана има коефицијент интелигенције на нивоу генијалности. Некада је била универзитетска професорка књижевности, али више није од дијагнозе шизофреније. Тренутно борави у санаторијуму Бенингтон у Лас Вегасу где ју је Спенсер сместио када је имао осамнаест година. Муж Вилијам ју је оставио када је Спенсер био мали. Разлог због којег је Вилијам отишао је тај што је био свестан да је Дајана била сведок убиства јер је породични пријатељ осветио убиство свог сина. Није могао да живи са овим сазнањем иако тврди да је покушао. Рекао је да је „тежина сазнања о томе шта се догодило била једноставно превелика“. Дајана и Спенсер су већи део времена док је одрастао проводили тако што му је она читала. Спенсер јој пише писмо сваког дана јер се осећа кривим што је не посећује. У 11. сезони, Спенсер узима мало слободног времена из ЈАП-а да би је посетио. У епизоди „Ентропија“, он открива да она има ране знаке деменције и када је први пут ушао у њену собу, она три секунде није знала ко је он.

### Френк Биткоф
Френк Биткоф, кога тумачи Кит Карадин је класични пример психопате. Није способан да осећа саосећање према другима, кривицу ни кајање и тврди да није одговоран за своје поступке. Као и остали људи његовог типа, врло је интелигентан, манипулативан и нарцисоидан. ЈАП успева да открије да он увек путује на исток и на запад истим путем и све његове жртве нађене су дуж те његове путање. Током истраге низа убистава Гидеон и Морган сусрећу Френка у забаченом ресторану у Невади. Френку је било занимљиво Гидеоново име и презиме и објашњава му шта она значи: у митологији име „Џејсон“ долази од грчке речи која значи "излечити", а Гедион је Израелац који је водио свој народ против Мидијаца. Френк се затим упитао шта су његови родитељи планирали за њега, а након тога објашњава да име „Френк“ потиче од немачке речи за једну врсту копља. Гидеон и Морган се тада представљају и траже од Френка да им каже где се налази она, тј. шерифкиња Дејвис. Френк на то само каже да ће прво завршити са својим млечним напитком. Гидеон га је упитао да ли би желео да зна како су га пронашли. У међувремену је месна полиција опколила ресторан. Током „бљескова из прошлости“ екипа схвата да се Френк задржао у граду због једне мештанке по имену Џејн, иначе планиране жртве, која је зарадила његово поштовање тиме што није показала страх кад ју је он отео неколико година раније. Заљубио се у њу и пролазио би кроз град сваки пут кад би био у том подручју само да би је посматрао и остављао поклоне: звончиће израђене од људских ребара. Гидеон и Морган затим изводе Френка напоље. Ту су их сачекале месне власти, међу којима је била и шерифкиња Дејвис која је пронађена у Џејниној кући. Френк каже Гидеону да ће, ако га пусте да оде са Џејн, открити боравиште аутобуса пуног деце који је раније отео. Гидеон је био скептичан, али на крају је поверовао да Френк у ствари не би наудио деци. Одвози се с њих двоје у пустињу и Френк му ту каже да су деца 3,2 километра западно. Гидеон им допушта да оду, затим проналази аутобус и позива појачање. Затим прате Френкове и Џејнине отиске стопала у пустињи све до места на ком трагови нестају. Гидеон изјављује: "Наћи ћемо га." Френк се појављује касније у сезони у Мериленду где Гидеон живи. Наставља да му се подсмејава, остављајући трагове жртава и изазивајући Гидеона да га ухвати. Чак успева и да убије Гидеонову пријатељицу у његовом стану. Такође је убио и Ребеку Брјант, ћерку - и бившу таокињу - Рендала Гарнера, Краља рибара. Гидеон тад схвата да Френк убија све жртве које је он дотад спасио. Кад је Гидеон коначно пронашао Френка и суочио се с њим у Менхетну, појављује се Џејн и умешава се у догађај. Френк ју је тада ухватио за руку, рекао јој да је воли, а затим с њом скочио на оближњу пругу под воз. Гидеон напушта ЈАП почетком 3. сезоне због убиства своје пријатељице, али и због осећаја „сагорелости“.

### Вилијам Ламонтејн мл.
Вилијам Ламонтејн мл., кога игра Џош Стјуарт, је муж је посебне агенткиње Џенифер Џаро. Он је детектив Одељења за убиства који је радио за полицијску управу Њу Орлеанса, а сада је у градској полицији. У епизоди друге сезоне „Џоунс“, открива се да је његов отац Вилијам ст. и сам био детектив у полицијској управи Њу Орлеанса и да је погинуо током урагана Катрина док је радио на случају у свом дому и одбио да оде током масовних евакуација. Случај се касније поново појавио па је Ламонтејн затражио помоћ Јединице за анализу понашања (ЈАП-а).E218 Док су били тамо, Џеј-Џеј и он су почели да се забављају, иако се о њему није више говорило све до епизоде „У врелини“. У тој епизоди, доведен је у Мајами где је непознати починилац убио његовог пријатеља и колегу. Током епизоде, откривено је да су Џеј-Џеј и он тајно разговарали једно с' другим још од епизоде „Џоунс“. Џеј-Џеј није желела да открије њихову везу јер је веровала да би им то закомпликовало лични живот, али на крају су то ипак објавили. На крају епизоде, открива се да су Прентисова, Морган и Рид већ знали за то. У епизоди „Раскршће“, Џеј-Џеј је открила да је трудна и да чекају дечака по имену Хенри. Прави статус везе Џеј-Џеј и Вила (вереница, брак, итд.) није откривен, иако су разменили прстење кад се Хенри родио у четвртој сезони. У завршници треће сезоне, открива се да се пребацио у Градску полицију да би се преселио у Вирџинију како би био са Џеј-Џеј и заједно одгајали Хенрија. На завршетку седме сезоне, Џеј-Џеј и он су се венчали на малој церемонији у дворишту Дејвида Росија.
Лик је враћен пошто је А.Џ. Кук рекла сценаристима да је трудна и да је Џеј-Џеј био потребан дечко. Поред тога, један од првобитних планова за завршницу седме сезоне био је да се Вил убије. Међутим, ова идеја је одбачена због Паџетиног предстојећег одласка.

### Ерин Страус
Ерин Страус, коју је играла Џејн Еткинсон, била је шефица одсека ЈАП, директно надређена шефу јединице Арону Хочнеру. Њен посао је у администрацији и има мало теренског искуства. Она је алкохоличарка, што је откривено у епизоди седме сезоне „Самоиспуњавајуће пророчанство“ када је побеснела на команданта војне академије, а Морган је осетио алкохол у њеном даху. На крају епизоде, Хочнер и Морган договарају да се она приватно пријави у установи за лечење чиме су је заштитили од губитка посла.
Страусова постаје истакнутија у осмој сезони. У епизоди „Утишивач“ открива се да је најновија чланица екипе ЈАП-а Алекс Блејк радила са њом током случаја Америтракс, током којег ју је Страусова оставио да преузме кривицу када је лингвистички пропуст довео до хапшења погрешног осумњиченог. Због тога се Блејкова касније није слагала са њом. На крају епизоде „Утишивач“, Страус је покушала да јој се извини, али ју је Блејкова одбила. У епизоди „Копирани угљеник“, она посебно надгледа истрагу о Репликатору, а до краја епизоде се поново извињава Блејковој, алии овог пута њено извињење је прихваћено. У епизоди „Браћа Хочнер (2. део)“, отео ју је Репликатор, а касније се испоставило да је он бивши агент ФБИ-ја по имену Џон Куртис кога је оставила да преузме кривицу заједно са Блејковом након случаја Америтракс. У епизоди „Репликатор“, Ерин Страус је убијена на дужности када ју је Куртис напио отрованим вином и оставио је да умре. Хоч ју пронашао на улици и она признаје да ју је Репликатор под претњом пиштоља поново натерао да пије. Умире у Хочовом наручју пошто га је молила да остане са њом јер не жели да умре сама. Страусова је посредно помогла у порази за Куртисом након смрти када је Роси искористио њен жетон за трезвеност да побегне из његове замке, остављајући га да евентуално погине у експлозији. Након њене сахране, екипа је попила за њену душу током вечере у Росијевој башти, сећајући се њеног стручног гађања пиштољем, разговарајући о срећним причама из времена проведеног са њом и признајући је као добру особу.

### Кевин Линч
Кевин Линч, кога игра Николас Брендон , је мењао Пенелопи Гарсију када је накратко суспендована и била у болници.E309 Он је бивши хакер као и она, али је много неуреднији. Гарсији је забрањен приступ систему током суспензије из ЈАП-а. Кевин преузима контролу у међувремену. Одмах је био задивљен системом који је поставила и њеним графичким корисничким интерфејсом. Гарсија је покушала да хакује базу података под његовим надзором. Кевин није успео да је блокира. Обоје су задивили радом једно друго, али Гарсија успоставља доминацију. Када су се коначно срели лицем у лице, одмах су се заљубили. Кевин остаје задивљен Гарсијом. Развили су везу упркос Гарсијином „посебном“ односу и узајамном дивљењу са агентом Морганом. Ово се открило на почетку епизоде „Оштећење“ када се агент Роси појавио у Гарсијином стану и затекао необични двојац како се заједно тушира.E314 У завршници 6. сезоне, „Понуда и потражња“, они изјављују љубав једно другом. Касније у серији га Пенелопи доводи због случаја у 6. сезони.

### Линдзи Вон
Линдзи Вон, коју игра Ђија Мантења (ћерка Џоа Мантење), је ћерка убице и први пут се појављује у трећој сезони у епизоди „Трећи живот“. ЈАП је у почетку веровао да је жртва „Џека“ док је нису пратили до школе и открили да је она добровољно саучесница. Укључена је у програм заштите сведока пошто је убиство које су наручили ирски мафијаши било наручено за њеног оца, али је на крају убијена њена мајка. Поново се појављује у дванаестој сезони као Дајанина медицинска сестра, користећи име др. Керол Еткинсон. Рид ју је одмах препознао као Линдзи Вон и касније се сетио да је она била саучесница господина Гребача из хотела у Мексику, али је враћен у своју ћелију пре него што је стигао да упозори Дајану, а касније се открило да је она саучесница и девојка Кет Адамс.

### Џордан Тод
Џордан Тод, коју игра Мета Голдинг, је мењала Џеј-Џеј док је била на породиљском одсуству. Упозната је са екипом у епизоди „Хватање“,E405 а Џеј-Џеј јој је била менторка и овучавала ју је све док се није породила.E407 Пре тога, провела је 7 година радећи за јединицу ФБИ-ја за борбу против тероризма. На крају је објавила да ће се тамо вратити и да ће Џеј-Џеј завршити породиљско одсуство и вратити се у екипу.E413

### Хенри Ламонтејн
Хенри Ламонтејн, кога игра Мекај Андерсен (син А.Џ. Кук), први је син Џенифер Џаро и Вилијама Ламонтања млађег, а први пут се појавио у епизоди „100“.

### Били Флин
Били Флин, кога тумачи Тим Кари, рођен је 1955. године у јужној Калифорнији. Његова мајка Нора је била проститутка која би га стављала у ормар спаваће собе, а онда би имала полни однос са својим клијентима. Када је имао 13 година, он је на крају пукао и њу и клијента упуцао, а они су молили за свој живот пре него што их је побио. Ухапшен је и проглашен кривим, али је ослобођен из малолетничког затвора кад је навршио 18 година и никада није направио било какву изјаву о томе зашто је убио мајку. Године 1984. почео је упада у куће у Калифорнији (поклапа се с првим познатим убиством почињеног од стране стварног серијског убице Ричарда Рамиреза, на коме се Флин, изгледа темељи) и убрзо је прешао убиства становника као и пљачке. Он би нападао кад је мрак, било током нестанка струје или рестрикције, мучио своје жртве, силовао оне женске и убио свакога у породици, обично остављајући иза једног преживелог (осим ако има више деце, јер он никада не убија децу), обично их убија користећи револвер калибра 44. Након низа убистава, напустио је Калифорнију у каравану и наставио убиства САД-ом у 2010. години („Наш најмрачнији час (1. део)“), а након 26 година наизглед неповезаних убистава, вратио се у Калифорнију по сазнању да је детектив Мет Спајсер, један од његових преживелих има ћерку Ели, а осећа се одговорним за њу јер она не би била рођена да Мет није преживео. По повратку у ЛА, он почиње поновно своја изворна убиства пре отмице Ели и њене тетке Кристин и узимајући их за таоце у кући где је побио Спајсерове родитеље. Кад је ЈАП схватио његове циљеве, Дерек и Спајсер одлазе у кућу док су остали заглављени у гужви по целом ЛА-у. Унутра Флин хвата Моргана и везује га. Када је Спајсер стигао, Флин држи Ели на нишану, присиљавајући Спајсера на предају. Пошто је Дерек обећао Спајсеру да неће допустити да се ишта Ели догодити, Флин убија Спајсера с једним метком у груди и одлази одводећи Ели с собом. Пошто је отишао у свој караван, убивши још један пар на путу користећи Ели као мамац, он је поделио своју уплетену филозофију с њом, говорећи јој да одаберу ко ће да живи, а ко да умре, што га чини попут Бога. Он је тада убио мотористу и назвао власти пошто је чуо о Билијевом каравану на радију. Флин затим упада у још једну кућу са Ели, покушавајући да формира "екипу" с њом. Пошто је убио оца, он сазнаје да је Ели пустила једног од синова код комшија да зове полицију. Они одлазе заједно напоље. Флин краде породична кола и вози даље с Ели. Када је ЈАП сазнао Билијев идентитет кроз новинске чланке о убиству његове мајке Џеј-Џеј разговара с њим користећи градски радио. Она га подсећа да је оно што он ради с Ели управо оно што му је мајка радила и подсећа га да је одговоран и може да бира да ли ће да пусти Ели или да пати као он у детињству. Као одговор, он пушта Ели и још неколико талаца у кући. Затим позива полицију и захтева да Морган уђе, сам. Он је ушао и суочио се са Флином. Били је почео да прича о својој мајци и како му је лакнуло кад ју је убио. Потом је питао хоће ли Морган да верује у рај. Током свог монолога, он плаче. Морган подиже пиштољ, схвативши Флинову намеру да умре. Флин устаје и подиже пиштољ у неодређеном покрету - то је циљ једног од талаца - а онда га је Морган упуцао десет пута. Затим пада назад на кревет и умире, Ели је била на сигурном испред хотела, а Морган узима дете у наручје, дајући јој до знања да је готово. Иако је Билијева присутност утицала на све чланове ЈАП-а, он је супарник Моргану, што чини његов лични задатак да пронађе Флина.

### Матео Круз
Матео Круз, кога игра Есаи Моралес, је нови шеф одсека ЈАП-а. Све што се о њему зна је да је радио у Пентагону пре девете сезоне и да се од раније зна са Џеј-Џеј.
У епизоди „200“ откривено је да су њих двоје заједно радили у оперативној групи на Блиском истоку. Он је био једина особа која је знала за њену трудноћу и побачај током њеног боравка у оперативној групи. У истој епизоди, обоје их је отео Тавин Аскари који је био издајник унутар оперативне групе. Обоје су физички и психички мучени да дали приступне кодове који су им дати током задатка. Он се запрепастио када је открио да је Мајкл Хејстингс, један од људи са којима су радили у оперативној групи, био главни мозак иза плана и претио да ће силовати Џеј-Џеј како би му дао приступне кодове. Он попушта и касније га Аскари боде ножем, а њега брзо убија Хоч. Круз је одведен у болницу након догађаја и преживљава. Круз се касније појављује у завршници девете сезоне „Утваре (2. део)“ где прихвата случај од шерифа који му је лични пријатељ. Када је шериф убијен, а Рид упуцан, и Круз и Гарсија лете у Тексас да се састану са остатком екипе. Следећи пут се појављује у пробној епизоди предстојеће огранак серије под називом Злочиначки умови: Преко границе која је била деветнаеста епизода десете сезоне. Он ангажује Јединицу за анализу понашања (ЈАП) да помогне међународној екипи да пронађе свирепог међународног убицу на Барбадосу.

### Др. Савана Морган
Савана Морган (девојачко Хејс), коју игра Рошел Ејтс, је супруга Дерека Моргана. Она ради као лекарка у Општој болници Бетесда. Савана се први пут појавила у епизоди девете сезоне „Повратак“, а претпоставља се да су Морган и она почели да се забављају пре девете сезоне и први пут су се срели пошто му је она пришла када је био потиштен због случаја који се лоше завршио. Пре него што су почели да се забављају, били су суседи. У серију је уведена јер је Шемар Мур, глумац који је тумачио Моргана, затражио да његов лик има девојку. Последњи пут је виђена како рађа свог и Дерековог сина Хенка Спенсера Моргана пошто је Моргана ранио Чез Монтоло.

### Џој Стратерс
Џој Стратерс, коју игра Амбер Стивенс Вест, је Росијева ћерка из краткотрајног другог брака са француском дипломаткињом Хејден Монтгомери. Када су се развели, Хејден му није рекао да је трудна, а Џој је мислила да је њен отац други муж њене мајке, а она јој је на крају рекла истину пре него што је умрла од рака. У епизоди „Судбина“ (10x09), Џој је пронашла Росија и њих двоје се упознали. Џој је новинарка и ауторка кримића и удата је и има двогодишњег сина по имену Кај.

### Питер Луис
Питер Луис (познатији као Господин Гребач), кога игра Боди Елфман, је посреднички убица који трује своје жртве, терајући их да убијају људе за њега. ЈАП први пут почиње да га лови у 10. сезони. Он бежи из затвора у 11. сезони и наставља да убија у 12. сезони. Такође је пратио Џека, сина шефа јединице Арона Хочнера, приморавајући их да уђу у програм заштите сведока. У премијери 13. сезоне „Полећемо (3. део)“, екипа га је сатерала у ћошак и он је пао са ивице зграде у смрт.

## Извори
1. ↑  https://www.tvguide.com/news/criminal-minds-evolution-new-series-paramount-cast-release-date-and-everything-else-to-know/
2. ↑  https://www.tvinsider.com/949860/criminal-minds-fun-facts-trivia-15th-anniversary/

### Епизоде извори
^E204  − Злочиначки умови С02Е04
^E509  − Злочиначки умови С05Е09
^E905  − Злочиначки умови С09Е05
^E122  − Злочиначки умови С01Е22
^E218  − Злочиначки умови С02Е18
^E309  − Злочиначки умови С03Е09
^E314  − Злочиначки умови С03Е14
^E405  − Злочиначки умови С04Е05
^E407  − Злочиначки умови С04Е07
^E413  − Злочиначки умови С04Е13